# Gornja Koritnica
Gornja Koritnica (cyr. Горња Коритница) – wieś w Serbii, w okręgu pirockim, w gminie Bela Palanka. W 2011 roku liczyła 64 mieszkańców.